# Тулушева, Елена Сергеевна
Елена Сергеевна Тулушева (род. 1986, Москва) — российский психолог; прозаик, эссеист; член Союза писателей России.

## Биография
Училась во Франции, работала в США с детьми (по программе «Духовность для детей») и подростками из гетто.
Вернувшись в Москву, окончила Институт психотерапии и клинической психологии. Работает старшим медицинским психологом в Центре реабилитации подростков, страдающих наркозависимостью.
Окончила Высшие литературные курсы (семинар А. В. Воронцова) при Литературном институте им. А. М. Горького.

## Творчество
Как прозаик дебютировала в 2014 году в журнале «Наш современник».
Автор двух книг и около ста публикаций в ведущих изданиях России, русскоязычной прессе Белоруссии, Германии, Казахстана, Канады, Украины, Эстонии. Рассказы Е. Тулушевой переведены на арабский, венгерский, китайский, болгарский, белорусский, сербский языки.
Участвовала в форумах:
- Форум молодых писателей Китая и России (Шанхай, 2015)[3],
- Фестиваль молодых писателей России, Беларуси и Украины (Минск, 2016),
- 13-й, 14-й, 15-й Форумы молодых писателей России и зарубежья.

### Избранные сочинения
- Липки // Литературная Россия. — 2014. — № 51 (19 декабря).
- Надо будет как-нибудь посмотреть! : Рассказ // Подъем. — 2014. — № 11.
- Слава: Рассказы // Parus. — 2014. — № 2.
- Чудес хочется! — М.: Фонд социально-экономических и интеллектуальных программ, 2016.
- Виною выжившего. — Минск: Изд-во Змитера Колоса, 2016.
- Звуки музыки: очерки из цикла «Подъезд» // Родная Ладога. — 2016. — № 3.[4]
- Подъезд : Рассказы // Наш современник. — 2016. — № 7. — С. 62—78.

## Отзывы
«То, что Елена Тулушева заметное явление в нашей молодой прозе — это бесспорно».
Сергей Есин

Елена Тулушева — … мастер сложившийся… наследует и продолжает традиции подлинной русской литературы, развивает темы ей свойственные — отзывчивость, милосердие, сострадание, борьба за человеческое достоинство.— Платон Беседин
«Елена Тулушева дебютировала в 2014 году и сразу привлекла внимание читателей и литераторов… В рассказах привлекает темпераментно обозначенная профессиональная и гражданская позиция. Тулушева — врач. Она пишет о тех, кто нуждается в помощи и поддержке. Несомненно и литературное мастерство — динамичность, лёгкость письма, живые диалоги, точный язык. Проза Тулушевой — это поток жизни, схваченный на лету и обретший выразительную литературную форму».
Александр Казинцев

Елена Тулушева пишет строгую, жёсткую и притом тонкую, истинно художественную прозу. Её рассказы оставляют ощущение документальности. Не думаю, что они действительно абсолютно документальны, но настоящий реализм и должен быть достоверным. Реализм призван к тому, чтобы люди поверили: вот так и было на самом деле. В этом его сила, в этом сила и редкий нынче дар Елены Тулушевой.

Она не играет словами, смыслами, интеллектом; не играет в литературу. Она её создает. Превращает в кристаллики месиво ежедневной жизни, запечатлевает людей с их нехитрыми, но всё же особенными, неповторимыми в деталях судьбами…— Роман Сенчин

## Награды и признание
- «Серебряный Витязь» V Славянского литературного форума «Золотой Витязь» в номинации «публицистика» (2014, Пятигорск) — за серию публикаций о борьбе с наркоманией в журнале «Наш современник»[8][9]
- «Серебряный Витязь» VII Международного славянского литературного форума «Золотой Витязь» в номинации «проза» (2016, Ставрополь) — за книгу «Чудес хочется!»[10]
- Международная литературная премия «Югра» (за 2016 год) — за книгу «Чудес хочется»[11]
- 3-я премия «В поисках правды и справедливости» партии Справедливая Россия в номинации «Молодая проза России» (2017)[12]